# Нерсе
Нерсе (Нарсес) I (груз. ნერსე; д/н — після 779) — 10-й ерісмтавар (верховний князь) Іберії в 760—772 і 775—779 роках.

## Життєпис
Походив з роду Нерсіанідів. Син ерісмтавара Адарнасе III. Спадкував владу 760 року. У 763 році араби, що приборкали більшість повстань, знову вдерлися на Кавказ, де було підкорено усі держави, зокрема й Іберію. Нерсе визнав зверхність халіфа аль-Мансура.
У 772 році був викликаний до Багдаду халіфом аль-Мансуром, де був звинувачений у зраді та запроторений за грати. У 775 році звільнено новим халіфом аль-Махді. В цей час приборкано чергове антиарабське повстання під орудою роду Маміконянів.
По поверненню до Іберії 777 року повстав проти арабського панування, зазнав 778 року поразки і змушений був тікати через Дар'яльську ущелину до Хозарського каганату. Нерсе відправив свою родину до Абхазії. 779—780 року намагався відновити свою владу в Іберії, проте марно. В свою чергу араби 779 року поставили на трон Стефаноза з династії Гуарамідів. Подальша доля невідома.

## Родина
- донька, дружина Адарнасе I, еріставі Тао-Кларджеті